# Igreja evangélica da Nossa Senhora (Legnica)

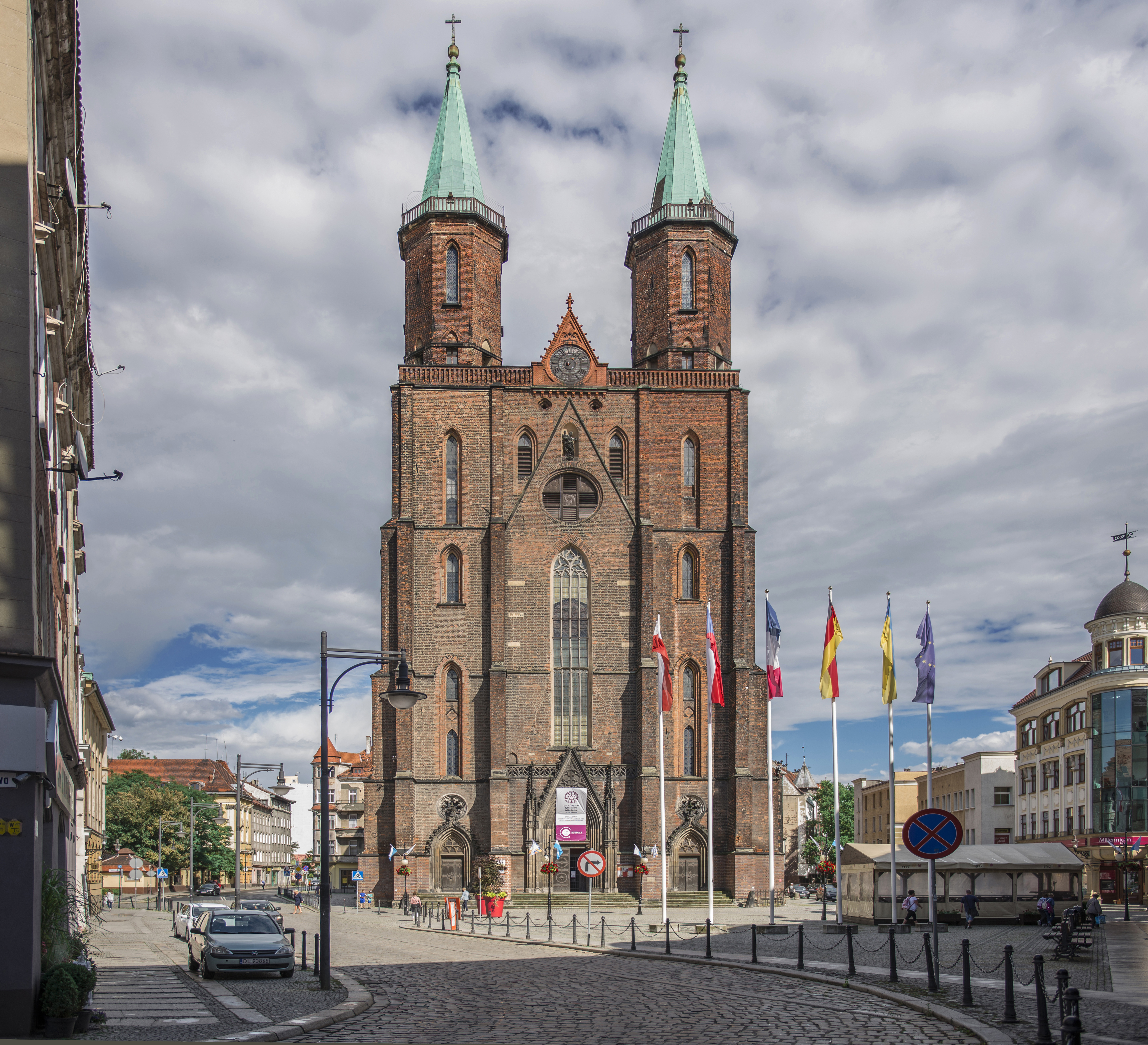
A igreja evangélica da Nossa Senhora

A igreja evangélica da Nossa Senhora (al. Liebfrauenkirche, Kirche zu Unser Lieben Frauen) em Legnica é uma das mais velhas igrejas na Silésia. Os inícios da sua construção são datados para o século XII. É também chamada a igreja Mariacki (al. Marienkirche) ou Niski (al. Niederkirche) por causa da localização na parte baixa da cidade.

## História
Os inícios da igreja, na opinião de historiadores alemães, são datados para a segunda metade do século XII, quando o Boleslau Alto construiu provavelmente a igreja de madeira da única nave. Em 1192 no lugar anterior foi construída a igreja de pedra (de arenito dividido), sobre que mencionam os documentos do convento de lubiąż de 1195. Neste templo rezou-se Edwiges da Silésia em 9 de Abril de 1241, segundo o cronista Jan Długosz, Henrique Piedoso rezou-se nesta igreja antes da partida a batalha conhecida na história como a batalha de Legnica.
No resultado do incêndio, que teve lugar em 25 de Maio de 1338 a igreja queimou-se completamente. Nos anos 1363-1386 a igreja foi reconstruída e transformada em basílica de três naves. Em volta de 1417 foi construída uma capela dupla financiada pela guilda de tecedores. Nos anos 1450-1486 foi aumentado o sólido da igreja pelo pároco e cônego Martin Cromer que adicionou o coro. Durante a regência de Federico de Legnica a torre sul foi elevada e foram adicionados a ela os topos octogonais com balaustrada e capacete. Desde isso a igreja tem duas torres de vária altura e forma.
Durante as guerras napoleônicas, em 1813 o exército francês organizou na igreja o hospital, o que resultou nas grandes destruições do interior. Depois da renovação, a igreja foi novamente sagrada em 1815. 

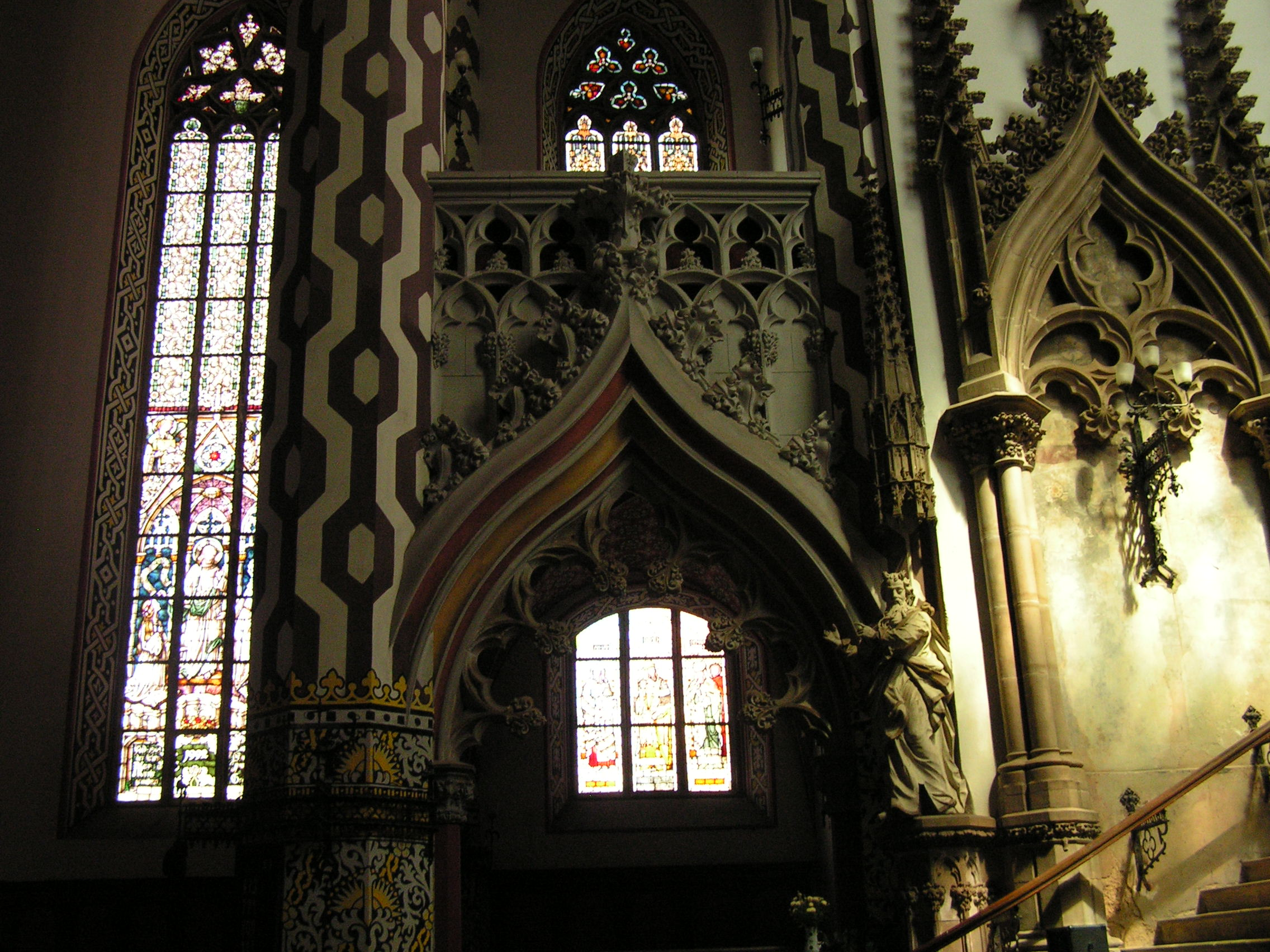
A camarote ducal e uma escultura barroca de Moisés de 1771

Em 11 de Março de 1822 a igreja foi destruída por fogo de relâmpago.Nos anos 1824-1829 ficou reconstruída. Neste período foi transformada novamente na igreja-salão com a abóbada de cruzaria em arcos de abóbada, foram construídas matroneu laterais, também foram construídas duas torres novas do lado ocidental da mesma altitude.
Em 29 de Agosto de 1890 Stanisław Wyspiański visitou e descreveu a igreja. 

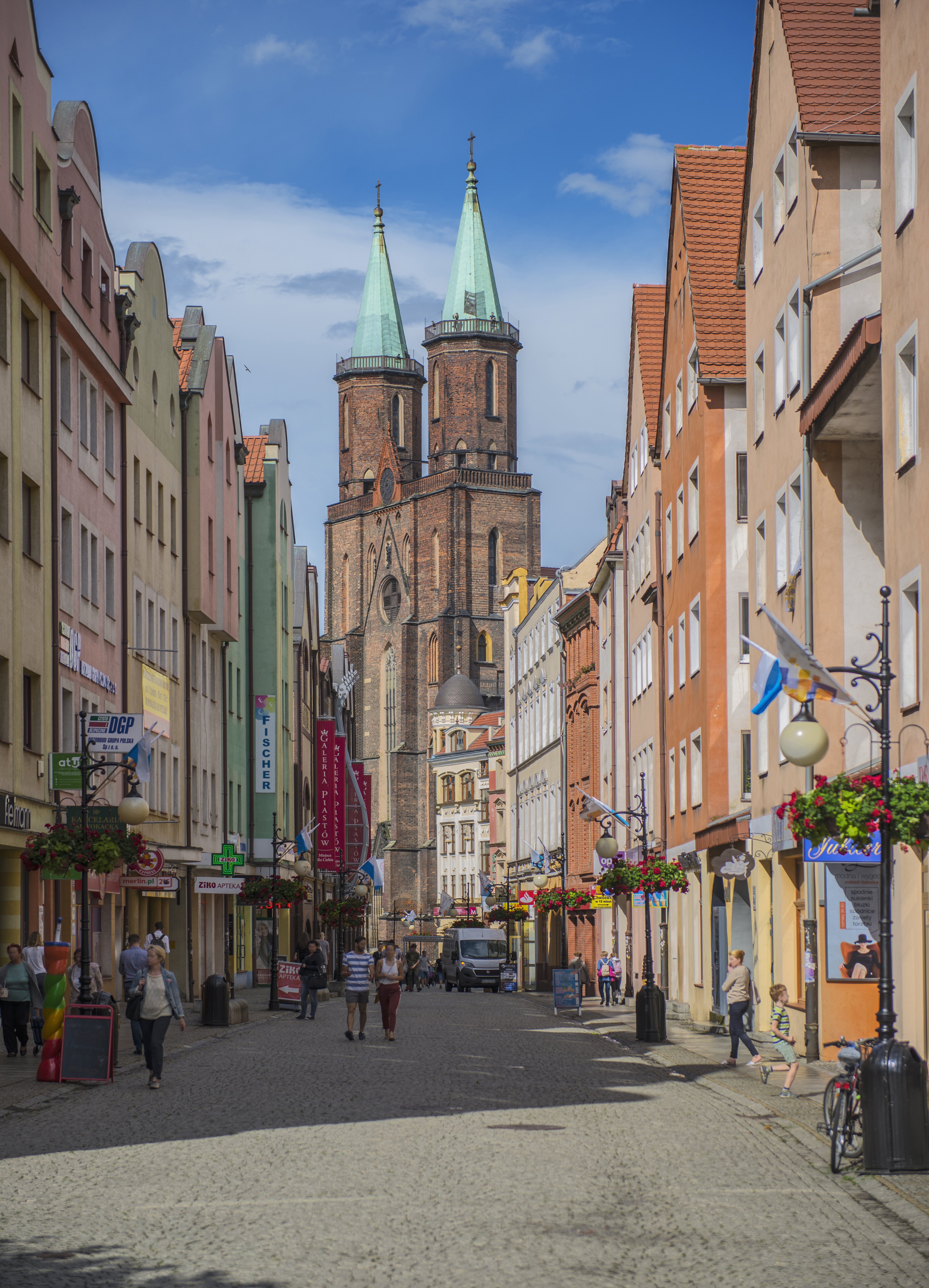
A fachada ocidental

Em Janeiro de 1905 começou- se a reconstrução da igreja segundo os planos de Oskar Hossfeld, as obras foram supervisionadas por Hubert Kratz. Desde então, serviços para fiéis da paróquia tiveram lugar na outra igreja evangélica - a igreja de Pedro e Paulo. Neste tempo, foi emergida uma sacristia, a muralha foi elevada, no interior foi emergido um camarote de príncipe como também a galeria de órgão. Durante as obras de renovação foram liquidadas as galerias laterais e foram feitos novos vitrais. O interior da igreja foi pintado nas cores claras e os pilares em padrões geométricos “mauritanos” que foram feitos pelo professor August Oetken de Berlim. As obras amplas incluíram também as torres e as adicionadas capelas no Sul.
Em 1905 a empresa de Rudolf Otto Mayer de Berlim instalou na igreja 17.000 mb de aquecimento central. A igreja, como única em Legnica, foi equipada na iluminação de gás.
As obras acabaram-se tão rápido que já em 31 de Maio de 1906 podia ter lugar a cerimónia de dedicação da igreja, no ano 1908 foram montados os últimos bancos e vitrais. Em 9 de Junho de 1908 a igreja de Nossa Senhora foi inaugurada novamente na presença do imperador Guilherme II. Esta igreja é única em Legnica que desde da Reforma Protestante serve continuamente a fé evangélica.
Em 2007 na igreja foram filmadas as cenas para o filme na direção de Waldemar Krzystek Mała Moskwa.

### Período catolico
No ano 1203 enumera-se pela primeira vez o pároco desta igreja. Um dos párocos e cônegos foi Martin Cromer que supervisionou a reconstrução da igreja nos anos 1450-1468. O seu sucessor foi Johann Lamprecht.

### Período evangélico
Kaspar Schwenckfeld tinha grande influência na propagação da Reforma Protestante no território da Silésia quando ficava em cortes de príncipes, e até 1523 foi o conselho da corte de Frederico II de Legnica. Pela sua influência, já em 1524 o príncipe proclamou o luteranismo como a religião oficial. Por insistência do reformador de Wrocław Jan Hess, já em 1522, trouxe a Legnica o padre evangélico Fabian Eckel. Ele, em 8 de Junho deste ano, no feriado de Pentecostes celebrou, nesta igreja, o primeiro serviço segundo a liturgia evangélica. Desde este momento o templo serve a Igreja Evangélica. Nas igrejas do ducado de Legnica e Brzesko a transformação para evangelismo corria suavemente, graças ao príncipe Piasta Frederico II de Legnica.  Entre outros padres vale a pena mencionar Leonhard Krenzheim (1532-1598), que trabalhou na igreja nos anos 1553-1571, Simon Gruneus (1564-1628) e pastor Gottfried Dewerdeck (1675-1726).
A história de Legnica desde a Reforma Protestante é ligada com o evangelismo qual influência formava a história desta cidade por mais do que 400 anos. O período mais difícil para os evangélicos de Legnica foi durante a Segunda Guerra Mundial. Hoje em dia, os evangélicos usam a igreja maior de Legnica, a igreja de Nossa Senhora na qual, pela primeira vez, foi realizada a liturgia de duas maneiras. Depois da Segunda Guerra Mundial o primeiro serviço evangélico foi oficiado pelo padre Karol Jadwiszczok (1905-1988) em 27 de Outubro de 1946. Por muitos anos, o padre Jan Zajączkowski foi o pastor da paróquia dedicando muito tempo e energia a evangélicos do território da Baixa Silésia. Desde 1991 a paróquia foi servida pelo padre da paróquia de Jaworz - padre Roman Kluza. Desde Julho de 1997 a 31 de Janeiro de 2005 o padre Cezary Królewicz foi o pastor da paróquia Evangélica-Augsburgo. Seguidamente, por mais do que ano, o padre Ryszard Bogusz administrava nesta paróquia, sendo o superior da Diocese de Wrocław na Igreja Evangélica-Augsburgo na Polónia. Na metade de 2006, o padre Dariusz Madzia cumpriu a função do pároco que executou até o fim de Julho de 2010. Desde então, a paróquia é administrada novamente pelo padre Ryszard Bogusz.
O último pastor alemão foi Wolfgang Meißler (faleceu em 20 de Dezembro de 2006) que em 1962 foi expulso da Polónia e morou em Hamburgo. Foi pastor na igreja Christophoruskirche em Altona. O padre, junto com os ex-moradores de Legnica que anualmente chegam à igreja de Nossa Senhora no primeiro domingo de Outubro pela ocasião do Festival da Colheita de Ação de Graças, para comemorar o aniversário de ouro ou diamante da sua confirmação, fundou a fundação „Schlesienhilfe PWM” para suportar a igreja de Nossa Senhora. Depois da sua morte a fundação funcionou por curto tempo mas finalmente dissolveu-se.
Atualmente na igreja a cada primeiro e terceiro domingo de mês tem lugar os serviços na língua alemã.

## Arquitetura
A igreja é construída de tijolo, o seu pedestal e reforços de salas, contém a sacristia velha e a Capela de Tecedores de arenito.
A igreja de Nossa Senhora é uma igreja-salão, de três naves, emergida no plano de retângulo alongado com duas torres do lado ocidental. Da parte oriental, sob a rua, fica a abóbada com arcadas, sobre as quais fica o presbitério quadrado. Essa solução arquitectónica foi ditada por causa da importância dessa rua no sistema de defesa de muralha da cidade.
A base das torres é quadrada, na parte mais alta é octogonal. Ambas torres são cobertas por capacetes pontudos na forma de pirâmide da base octogonal. Nas paredes da igreja ficam alguns epitáfios renascentistas e barrocos.
A igreja tem 50,50 m de comprimento, com presbitério de 10,20 m, largura de 20 m e altitude das torres de 62 m.

## Interior da igreja e equipamento

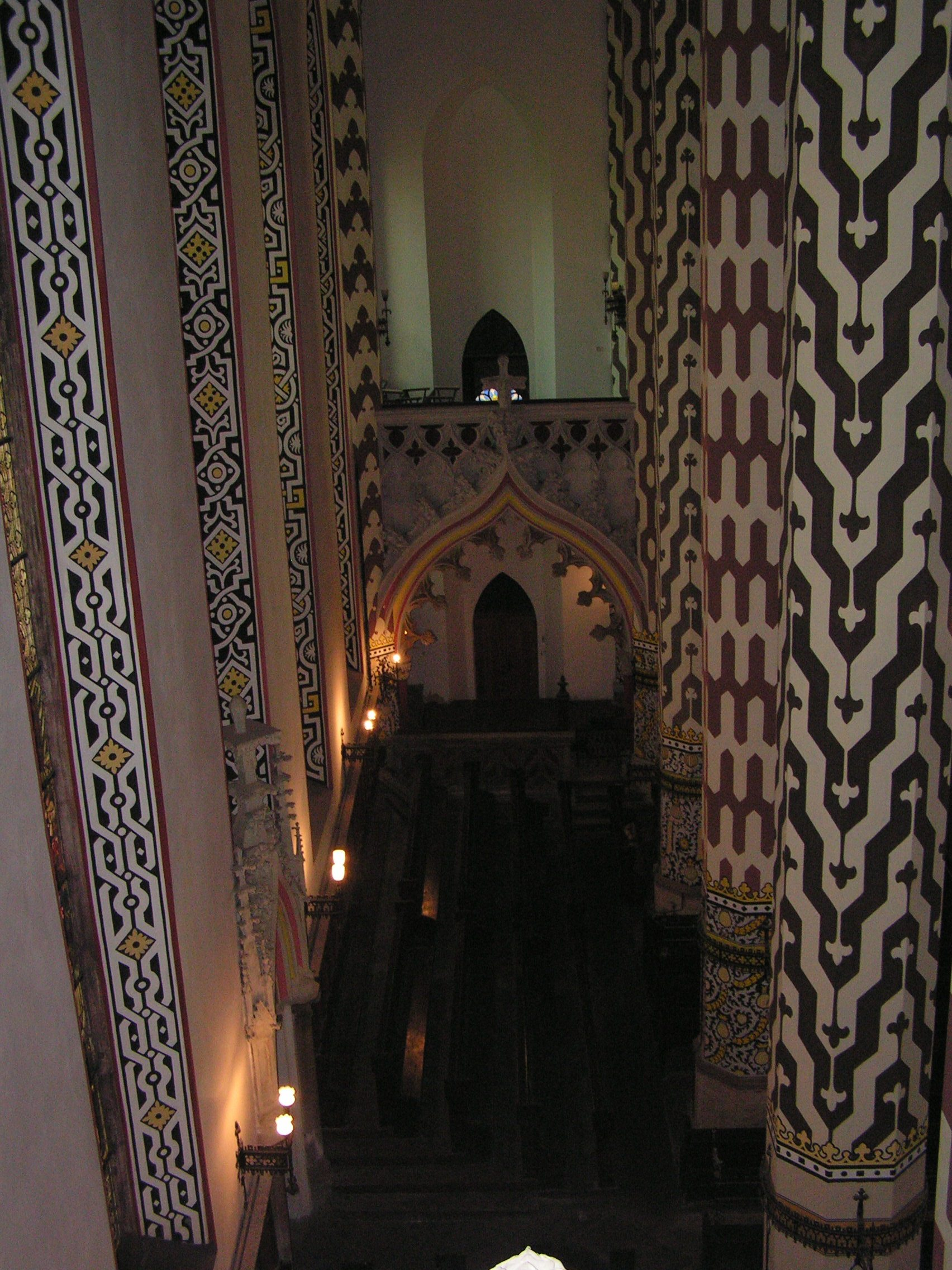
Uma nave lateral. Pilares em padrões geométricos “mauritanos”

O interior da igreja tem 3 naves da largura: a nave principal - 8,45 m, sul - 4,60 m, norte - 4,8 m. As naves são divididas pelos pilares lisos, da seção octogonal regular de diâmetro de 1,30 m e de altitude de 22,4 m, apoiados nas bases altas, postos irregularmente. Nos pilastras da nave principal ficam arandelas de duas velas atracadas em bandas rendadas de ferro.
O interior da nave principal é coberto por abóbada em cruzaria em arcos de abóbada, que vem diretamente dos pilares lisos e que se abaixam na direção dos suportes fixados nas paredes das naves. De abóbada pendem dois candelabros de 16 braços. Um deles vem de 1621 e o segundo de 1622. Foram fundados por Samuel Kirchner.  
Nas naves laterais ficam duas lápides, uma dedicada a Hans von Romnitz, o gerente proprietário do capítulo da Santa Cruz, que faleceu em 1608, a segunda dedicada ao cavaleiro Rotkirch falecido em 1612. Na parede sul da nave lateral fica uma placa agradecida com os nomes de 800 paroquianos mortos em guerras do século XIX e XX.
O interior da igreja foi rebocado e pintado na cor clara, nos pilares ficam os padrões geométricos “mauritanos”.

### Presbitério e altar
O presbitério tem a forma aproximada a quadrado com 14 escadas. Ambas paredes mais longas tem a decoração arrendada na forma de arcadas. Nos espaços entre arcadas é visível uma policromia nas paredes: uma cruz entrelaçada pela coroa de espinhos e botões de flores geometrizados, provavelmente tão chamado o Selo de Lutero.
O novo altar no estilo neogótico foi feito em 1906 de terracota, da altitude de 7 m. Na parte central do altar fica uma pintura a óleo de 1770 chamada „Pokłon pasterzy”. Na direita ficam duas pinturas postas uma acima da outra representando os apóstolos Pedro e Bartolomeu. Da mesma maneira, no lado esquerdo é apresentado os apóstolos João e André. O baixo-relevo do altar principal foi feito em cerca de 1906 no estilo neo maneirista ou neobarroco.

### Vitrais

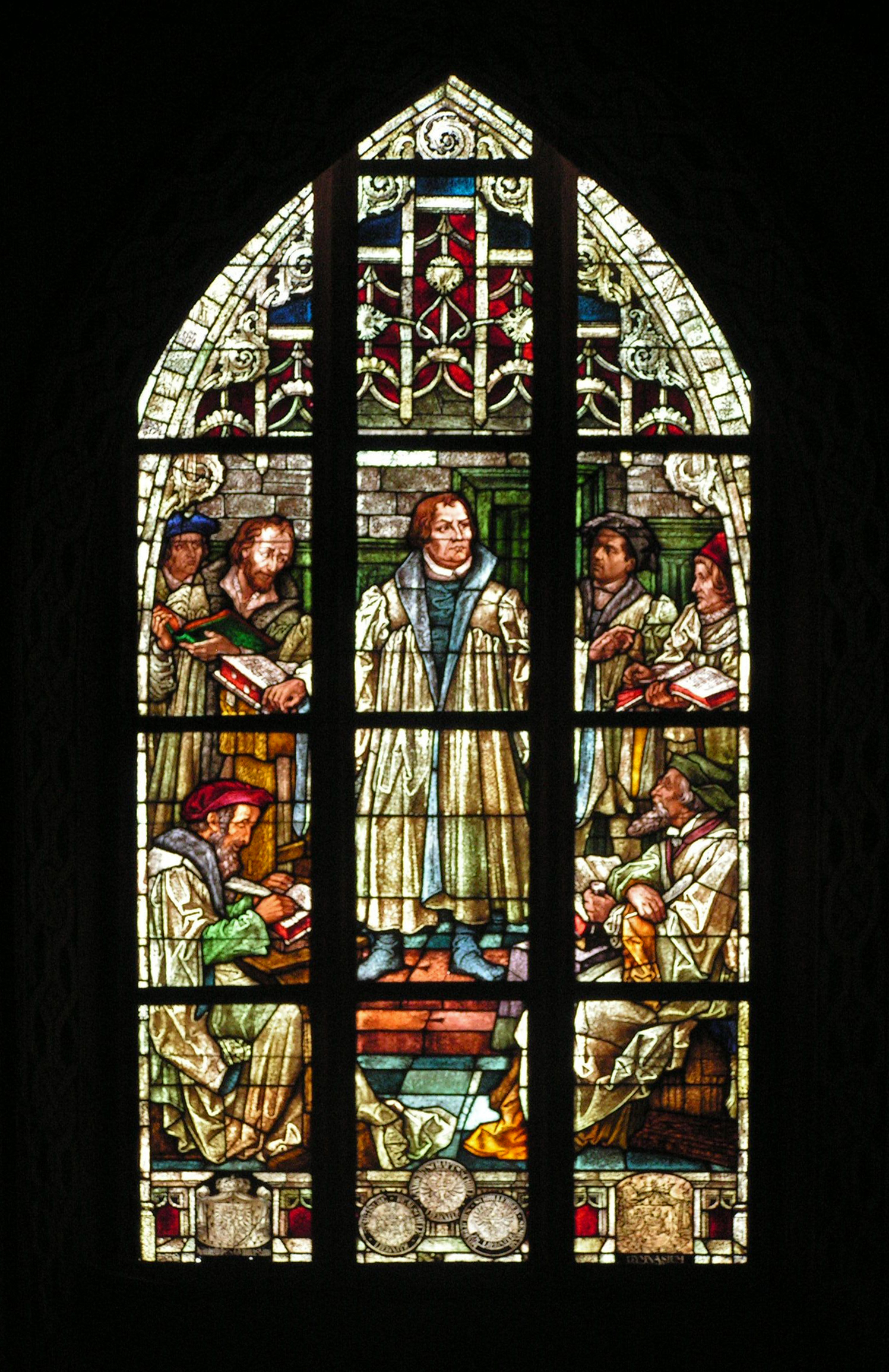
O debate sobre a tradução da Bíblia.

As janelas grandes da igreja de Nossa Senhora foram decoradas nos anos 1902-1908 pelos vitrais de artistas alemães mais notáveis. Da iniciativa do pastor Wolfgang Meißler os vitrais foram renovados nos anos 1992-1993. Zbigniew Brzeziński junto com o seu pai renovou os. A superfície total dos vitrais tem 300 m².
Nas naves laterais ficam 14 vitrais que apresentam pessoas e acontecimentos da história de religião e Igreja como também da história da Reforma Protestane, da Silésia e cidade Legnica.
1. A conversão do apóstolo Paulo. Vem da oficina de B. Francke de Naumburg (Nowogrodzice).
2. Doutor Martinho Lutero queimando a bula de Papa Leão X. Vem da oficina de Ferdynand Müller de Quedlimburgo.
3. Batismo de Jesus.
4. Jesus abençoando as crianças.
5. O vitral com os brasões de guildas e comunas.
6. Crucificação e Ressurreição de Jesus e encontro do cadáver de Henrique Piedoso - fundado pelo imperador Guilherme II. O vitral é uma obra do mestre de Munique Karl de Bouché.

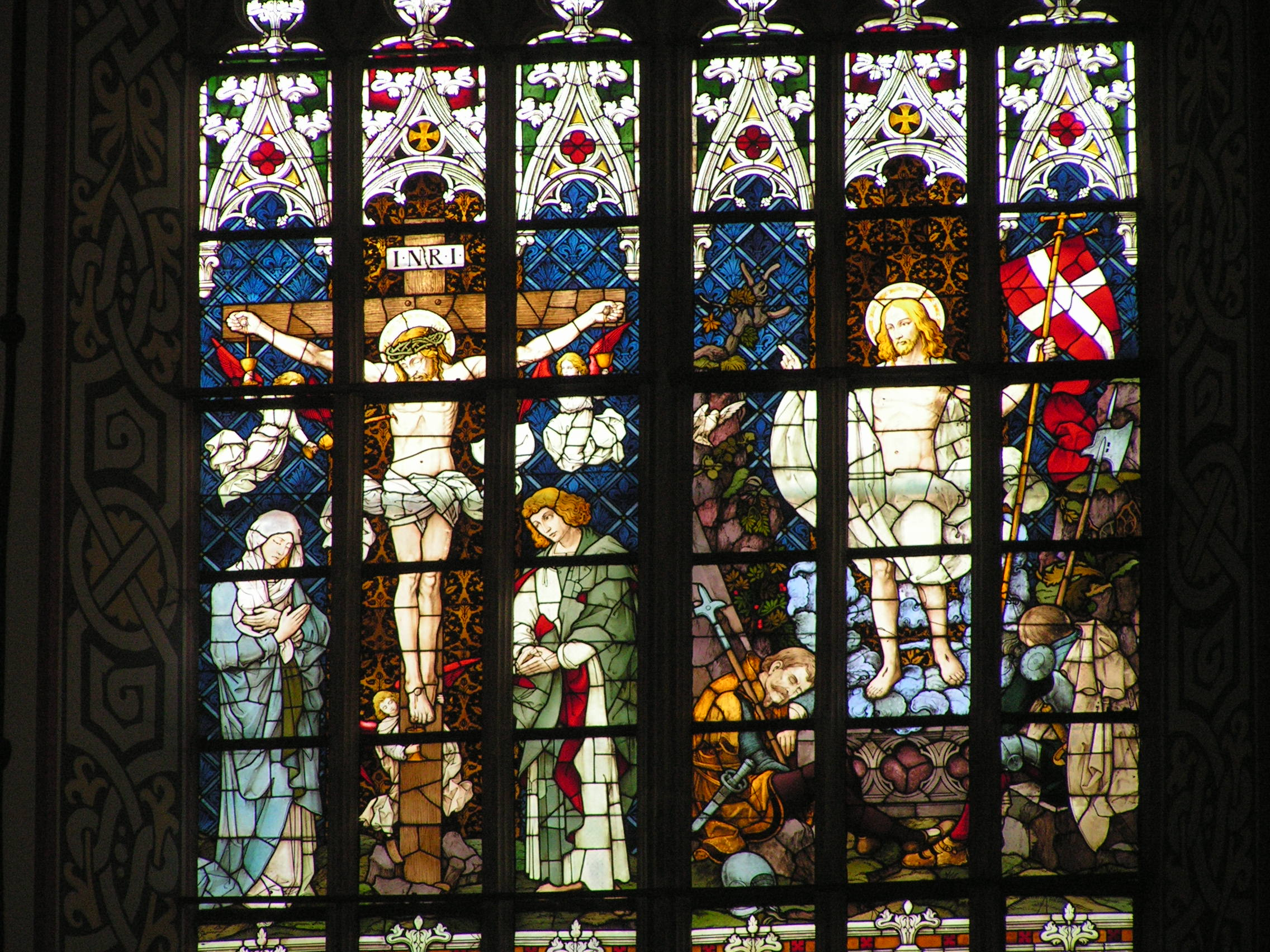
Vitral do altar: Crucificação e Ressurreição de Jesus

7. Vitral do altar: Crucificação e Ressurreição de JesusO brasão de duques e donos que desempenham um papel significativo na história dos Piastas.
8. Cantores do Antigo Testamento. A obra do professor August Oetken.
9. Mulheres no serviço de Jesus - Maria e Marta. O autor prof. Fritz Geiges Freiburg/Br. 1905.
10. Apóstolos Pedro e Paulo.
11. A missão católica nesta parte da Silésia. A obra do professor August Oetken.
12. O príncipe Henrique Piedoso com cavaleiros polacos e alemas na igreja de Nossa Senhora antes da batalha em 1241 com Mongóis em Legnickie Pole. O vitral foi projetado por Otto e Rudolf Linnemann de Frankfurt am Main.
13. A introdução em Legnica de Eucaristia em duas formas. O vitral foi feito por Otto e Rudolf Linnemann de Frankfurt am Main.
14. O debate sobre a tradução da Bíblia. O vitral foi feito por Otto e Rudolf Linnemann de Frankfurt am Main.

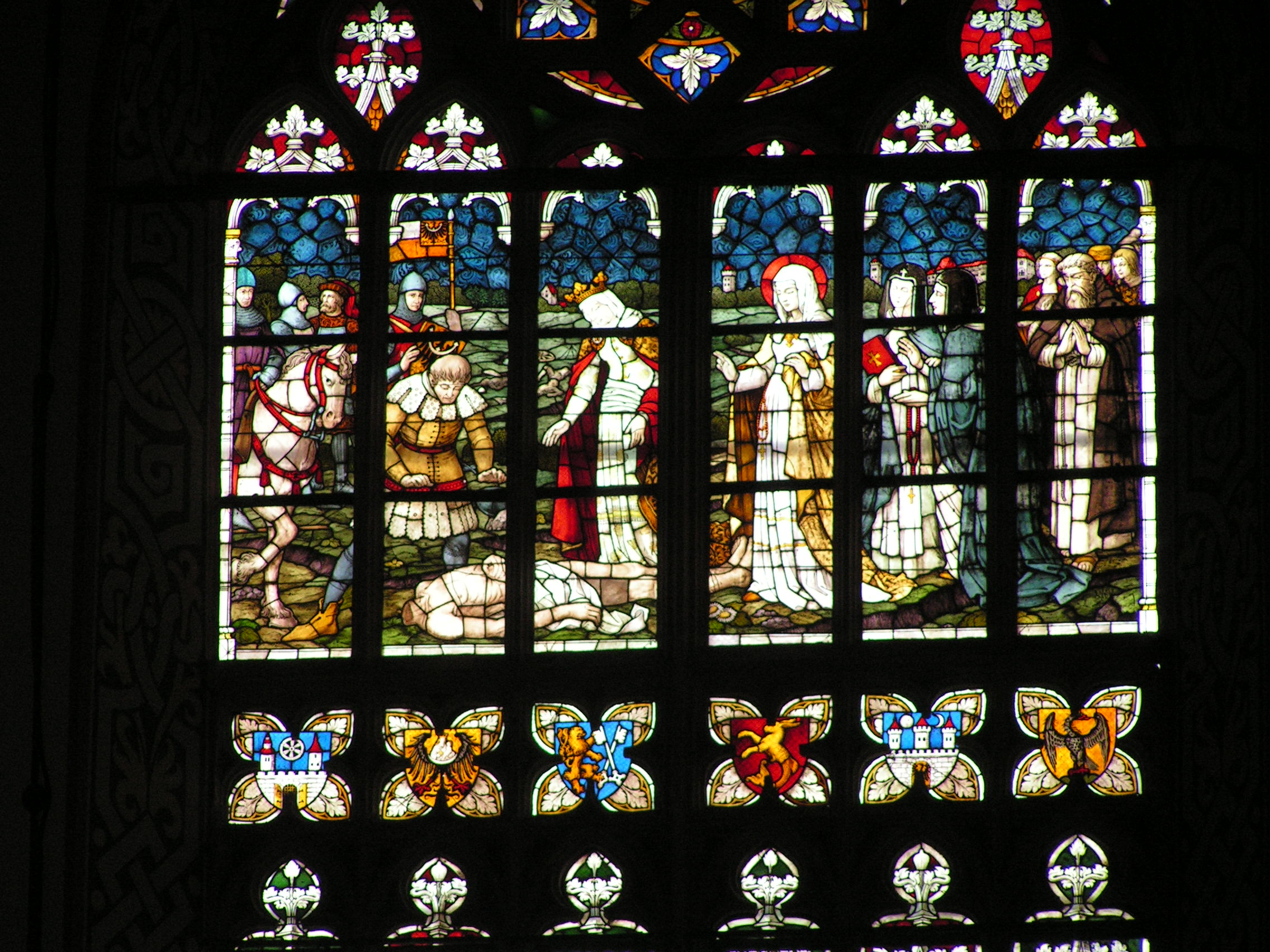
Vitral do altar: encontro do cadáver de Henrique Piedoso

O autor de 14 rosetas de vitral sob as janelas e também o prof. August Oetken de Berlim.

### Galeria de órgãos e órgãos
Do altar estende-se a vista maravilhosa para a galeria de órgãos e órgãos. Nas cornijas redondas de armário de tubos da seção principal e torrezinhas baixas de prospecto ficam puttas e anjos que seguram as folhas de cantonais e que tocam nos instrumentos. No centro fica a figura do bíblico rei David que toca na harpa. 
A primeira menção sobre o uso dos órgãos na igreja de Nossa Senhora vem de 1414. Em 1438 foi construído o novo instrumento fundado pelo prefeito de Chojnów. Este instrumento serviu até 1500 no qual foram criados os órgãos novos provavelmente maiores, situados no presbitério. 100 anos depois, foi emergido na parte ocidental da nave principal o novo coro músico e ali foram postos os órgãos renovados e pouco reconstruídos de presbitério. Os órgãos foram reconstruídos e melhorados três vezes e sobreviveram até 1735. Em 1735 foi tomada a decisão sobre a construção do novo instrumento ao mestre Michael Röder. O instrumento teve 35 vozes e foi enriquecido em soluções típicas para arte do brocco como estrela giratória, sinos e aparelhos que movimentavam anjos que tocavam em caldeiras. 

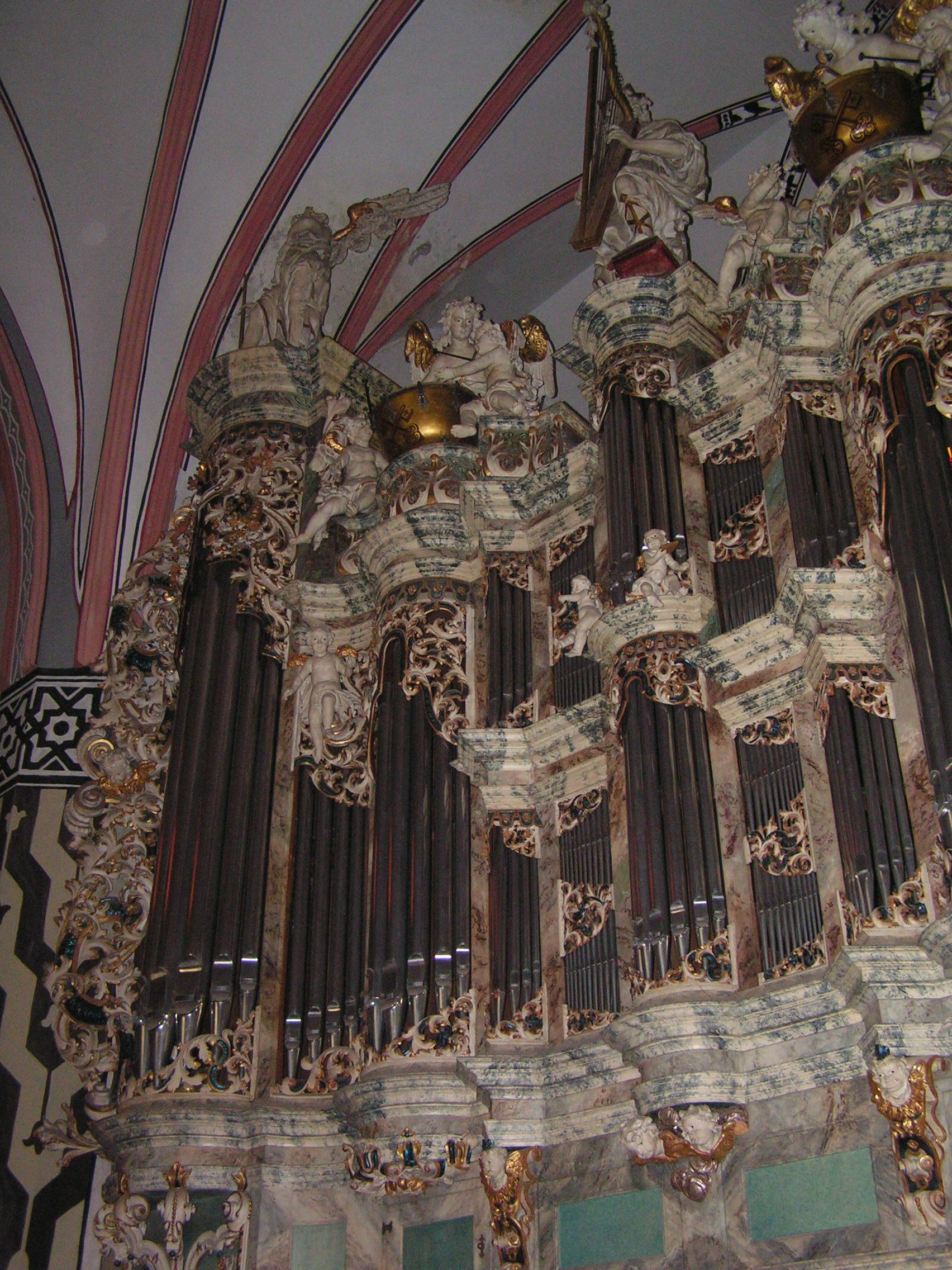
Os órgãos na igreja de Nossa Senhora em Legnica

A primeira reconstrução grande teve lugar em 1828. O seu objetivo foi a mudança do caráter do som para homofônico.
A reconstrução completa do instrumento fez em 1914 Friedrich Weigle. Praticamente criou o novo instrumento na caixa antiga. Os órgãos de Weigle tiveram uma disposição tipicamente romântica. Apesar de Celesta [61 vozes] de comprimento 4' tinham também Harmoniumwerk (ppp) - operado pelo III teclado manual e 5 registros de alta pressão (fff). Daqui vem o nome „Parabrahm-Orgel” que antigamente designava os órgãos do tipo Mariacki. Isso produziu os sons aproximados da sinfonia. Em 1928, durante a renovação dos órgãos, a empresa de Weigle restaurou em III teclado manual o conjunto de vozes barrocos.
A renovação seguinte dos órgãos de 3 239 tubos de órgãos, 54 registros e 3 teclados manuais tinha lugar nos anos 1974-1977 e foi conduzida pela empresa de Dymitr Szczerbaniak de Łódź. A empresa Hammer de Hemmingen perto de Hanover executou a última renovação.  Felizmente preservaram-se 5 vozes de 1735 - Principal 8' Cis-h2, Octave 4' Cis-h2, Gemshorn 8' D-cis 4 em primeiro teclado manual, no segundo Octave 4' D-dis2, Gemshorn 4' D-ds3. Depois da última renovação o III teclado manual ficou silencioso, no seu lugar no futuro são planejados 4 registros de alta pressão reconstruídos. Atualmente os órgãos tem 46 vozes (incluindo 2 vozes difundidas).
No instrumento tocaram entre outros Stanisław Moryto e Karol Gołębiowski.

### Púlpito

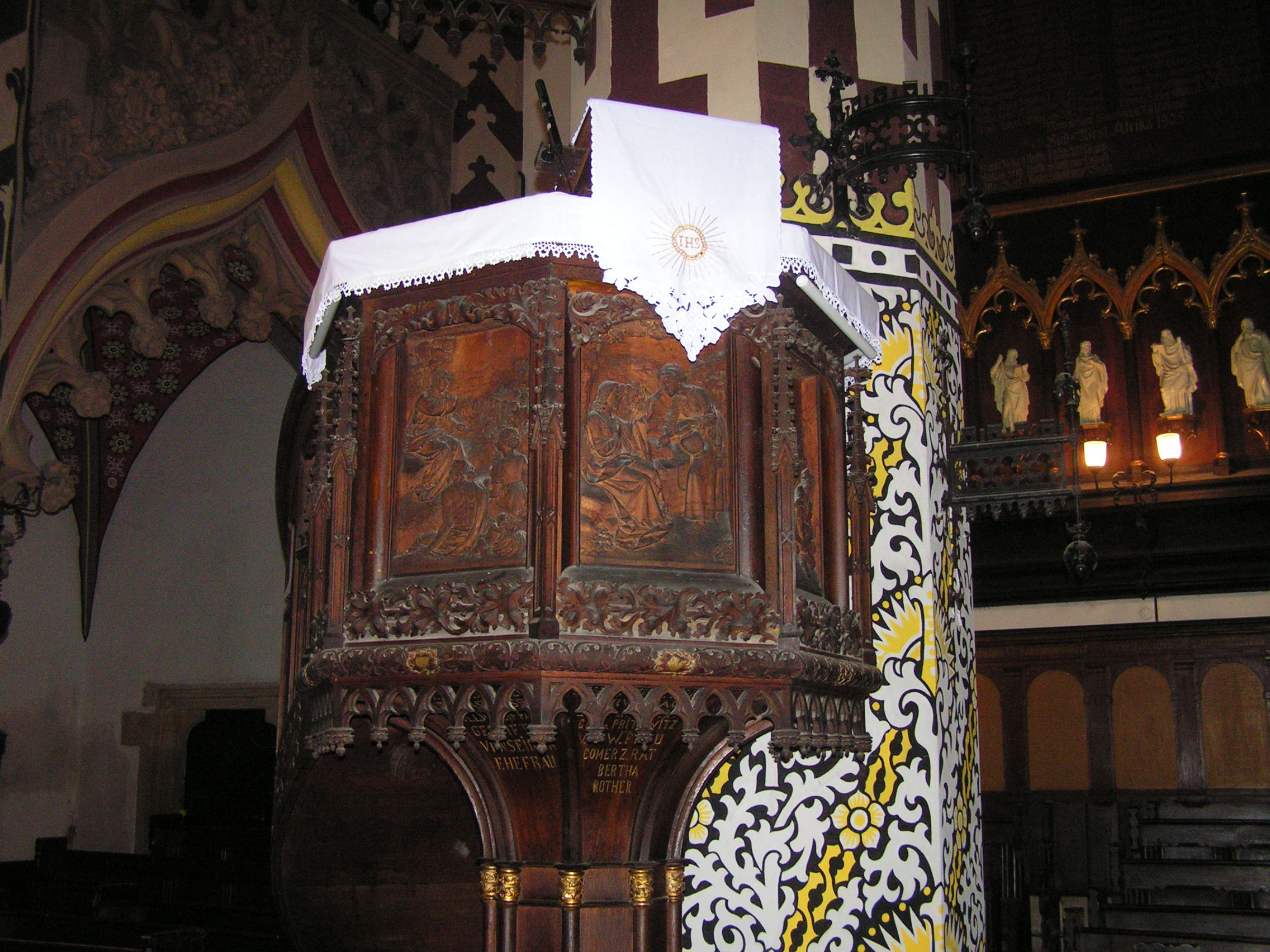
Os baixos-relevo no púlpito na igreja de Nossa Senhora em Legnica

O púlpito e dossel de madeira vem do século XIX e foram feitos no estilo neogótico na forma octogonal. Na realidade tem cinco lados de baixo-relevo, base e escada em espiral. Na cada de cinco lado, no quadro arquitectónico, ficam relevos com cenas do conteúdo tirado do Novo Testamento de fragmentos do Evangelho: Jesus ensinando de barco, sermão da montanha, conversa de Jesus com Samaritana e expulsão de mercadores do templo. Os relevos foram feitos pelo professor Cirillo Dell'Antonio (1876-1971) em 1906 em Cieplice.

### Bancos
A carpintaria de Carl Lehnke de Legnica fez, em 1906, os bancos segundo o projeto de Hubert Kratz, os seus frentes foram decorados por baixo-relevo da autoria de Carl Koschel de Wrocław. Ficam ali 114 bancos com os únicos motivos figurais e ornamentais. Os bancos provêm 1117 assentos.

## Renovação
Em 2005 foi feita a troca de latas corroídas de calhas no telhado. As obras foram financiadas pelos meios próprios da paróquia e na maioria de meios recebidos da fundação do pastor  Meißler „Schlesienhilfe PWM”.
Em 2006 no presbitério da igreja foram pintadas as paredes. O meios para este objetivo a paróquia também recebeu desta fundação, fundada pelo pastor que proveio de Legnica.
Em 2007 foi cambiada a instalação elétrica no presbitério da igreja.
Nos anos seguintes ficou preparada a documentação na forma da peritagem e projeto técnico da fachada ocidental da igreja (torres). Graças a ajuda da fundação  “Schlesienhilfe PWM” foi possível realizar este projeto e começar as obras.
Em 2010 começou-se a primeira etapa das obras ligadas com o reforço da construção da igreja na parte ocidental. Dos recursos do município de Legnica (50.000,00) e do Gabinete do Marechal da Voivodia da Baixa Silésia (25 000,00) foi renovado o coberto de telhado do conector entre torres da igreja.
A etapa seguinte necessária das obras foi o asseguramento da construção da igreja pelo ajustamento das estruturas de suporte de escadarias, asseguramento de contraforte na esquerda e reforço dos fundamentos sob as torres. Isto aconteceu-se no método moderno de empilhamento com a redução máxima de vibrações. A situação da construção foi tão séria que houve o perigo real de desabamento. Felizmente as obras correram com sucesso e o perigo diminui-se. Os meios para este investimento realizado em 2011 a paróquia ganhou do Ministério da Cultura e do Patrimônio Nacional (600 000,00) e da Fundação Cobre Polaca (100 000,00).

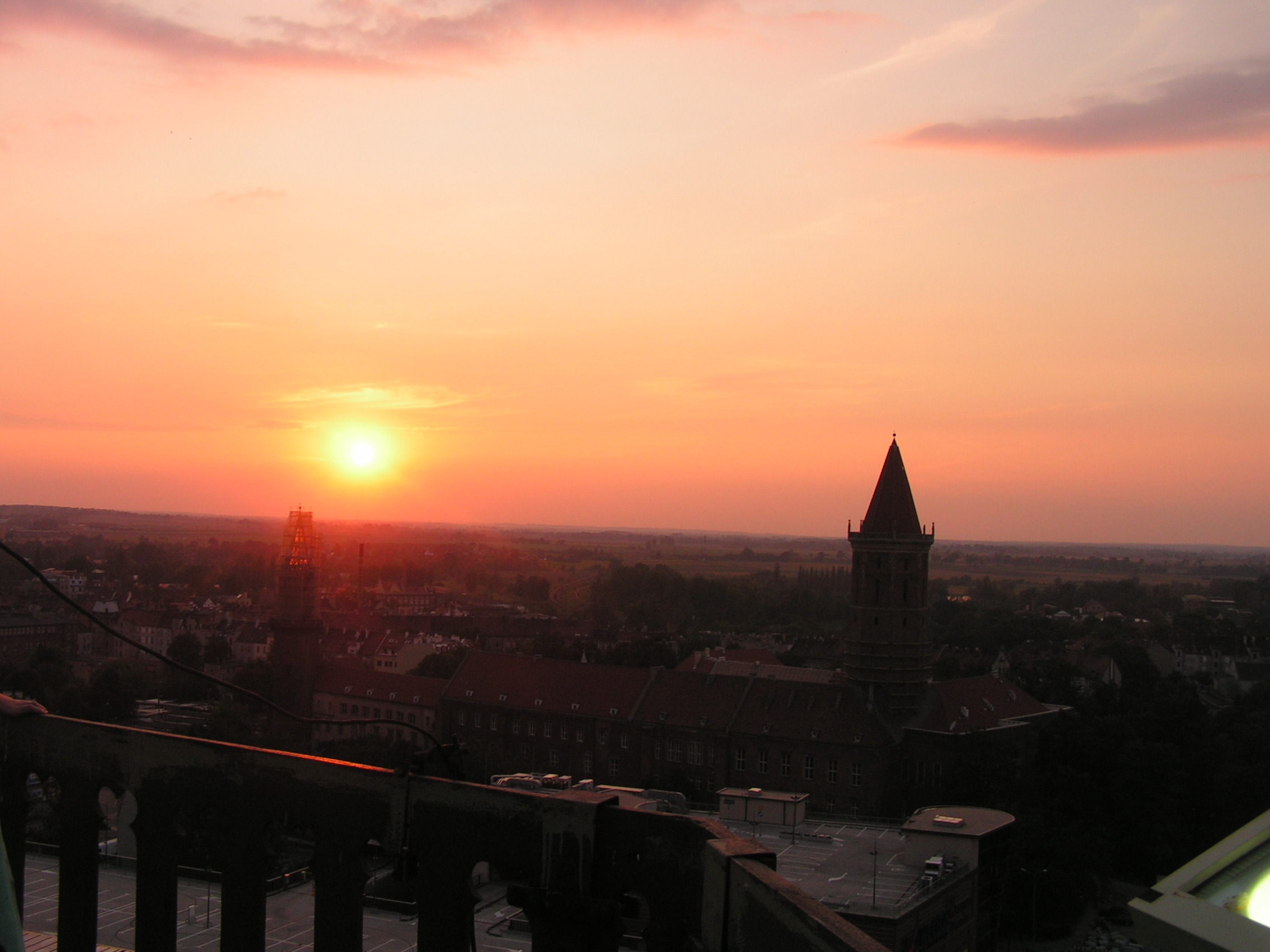
O pôr-de-sol. A vista da torre da observação da igreja de Nossa Senhora

Em 2012 foi feita a segunda etapa de reforço dos fundamentos sob as torres da igreja. A primeira etapa concerne na maioria o exterior da muralha, a segunda foi só conduzida no interior da igreja. As obras acabaram-se felizmente e graças a isto a subsidência da torre terminou-se. Em 2013 acabou-se a renovação da cobertura do telhado sob a capela de tecedores e foram feitos os serviços de manutenção que abstiveram a atividade de pestes para a destruição dos órgãos históricos. Na Primavera de 2014 acabou-se a renovação de uma escadaria na torre sul e foi feito o asseguramento na varanda de visualização. Graças a isto, a torre foi admitida ao uso turístico. De início de 2014 continuam as obras conservadoras da escadaria da torre norte. Para as seguintes obras conservadoras esperam os capacetes de ambas torres e bancos históricos de madeira na igreja atacados por kornika i drewnojada. As renovações futuras da igreja de Legnica dependem dos meios financeiros da paróquia.